# Linderumgård
Linderumgård er en hovedgård i Ugilt Sogn i det tidligere Vennebjerg Herred Hjørring Amt, nu Hjørring Kommune i Vendsyssel.
Hovedbygning og avlsgård var gamle bygninger i bindingsværk i 1668. I 1690 og 1861 blev hovedbygningen fornyet. I 1921 blev en trelænget avlsgård opført efter brand. I 1959 blev avlsgården genopført efter brand. I 1961 blev hovedbygningen restaureret.

## Ejere
- 1300 (ca.) Stig Pedersen Skovgaard
- 1330 (ca.) Otte Lunov
- 1361 (ca.) Jens Pedersen Taarnskytte og Jens Havel
- 1481 (ca.) Jens Steen og Jon Viffert
- 1515 Karen Jensdatter Vognsen
- 1530 (ca.) Claus Iversen Dyre
- 1630 Folmer Urne
- 1665 Erik Rosenkrantz
- 1681 Laurids Madsen Bugge
- 1689 Henrik Lauridsen Bugge
- 1693 Anders Pedersen Brønsdorph
- 1709 Henrik Sørensen Kierulf
- 1718 Chr. v. Ginchelbergh
- 1765 S. N. Cortsen
- 1775 Forskellige ejere
- 1859 Nationalbanken
- 1872 Forskellige ejere
- 1881 B. Hasselbalch
- 1898 J. Th. Hasselbalch
- 1947 K. J. Spærck Hasselbalch
- 1958 A.Wagner-Smitt
- 1961 Chr.Gaarden og W.Petersen

|  | Denne artikel om en bygning eller et bygningsværk kan blive bedre, hvis der indsættes et (bedre) billede. Du kan hjælpe ved at afsøge Wikimedia Commons for et passende billede eller lægge et op på Wikimedia Commons med en af de tilladte licenser og indsætte det i artiklen. |